# Bardwell (Kentucky)
Bardwell – miasto w Stanach Zjednoczonych, w stanie Kentucky, w hrabstwie Ballard.